# Махачкалинская агломерация
Махачкали́нская агломера́ция (также «Большая Махачкала» или Махачкалинско-Каспи́йская агломерация) — крупнейшая агломерация республики Дагестан; площадь агломерации 3182,59 км², население порядка 1,03 млн человек (2025).

## Состав
По мнению специалистов института «Гипрогор», осуществляющих проектирование Схемы территориального планирования Махачкалинской агломерации, в её состав следует включать городские округа Махачкала и Каспийск, а также Карабудахкентский и Кумторкалинский сельские районы. Рабочая группа по подготовке материалов для проектирования Схемы территориального планирования Махачкалинской агломерации, включает в себя, помимо перечисленных муниципальных образований, также городской округ Буйнакск и Буйнакский район.
В состав агломерации в максимально расширительном смысле (площадью 7 тыс. км кв.) в начале 2000-х гг исследователи включали целый ряд городов-спутников (Буйнакск, Кизил-Юрт, Каспийск, Избербаш), а также более мелких пригородных сёл. В 2013 году в рамках работы по развитию трёх агломераций Дагестана оформилась и главная Махачкалинско-Каспийская агломерация, наряду с Дербентской и Хасавюртовской.
Согласно действующей Схеме территориального планирования Республики Дагестан (от 2022 года), в состав Махачкалинской агломерации входят два городских округа — Махачкала и Каспийск, а также два муниципальных района — Карабудахкентский и Кумторкалинский.
| Муниципальное образование | территория км² | численность населения чел. | плотность населения чел./км² |
| ------------------------- | -------------- | -------------------------- | ---------------------------- |
| городской округ Махачкала | 468,23         | ↗763 940                   | 1631,55                      |
| городской округ Каспийск  | 32,94          | ↗133 105                   | 4040,83                      |
| Карабудахкентский район   | 1425,32        | ↗104 951                   | 73,63                        |
| Кумторкалинский район     | 1256,10        | ↗30 008                    | 23,89                        |
| Агломерация ВСЕГО:        | 3 182,59       | 1 032 004                  | 324,27                       |

## Особенности
Имеет целый ряд особенностей: многонациональный состав, высокий вклад естественного прироста в общий рост населения, а также характерное для предгорных поселений юга совмещение процессов урбанизации с сельским образом жизни в обширных пригородах преимущественно частной застройки, тянущихся сплошной полосой на десятки километров вдоль основных автотрасс. Этот тип агломерирования демонстрирует Алматинская агломерация. Некоторые исследователи называют подобную урбанизацию ложной, другие характеризуют его как субурбанизация. Впрочем, в последнее время в Махачкалинскoй агломерации активно ведётся и современное многоэтажное строительство. Кроме того, подушевой объём ввода жилья в городе один из самых высоких в России, поэтому речи о «трущобизации» города не идет. Но из-за интенсивного строительства сильное антропогенное воздействие испытывает на себе озеро Ак-Гёль. Из-за трансграничности озера его проблемы следует решать в рамках планирования роста Махачкалинской агломерации.

## Население
В 1990-е годы Махачкалинская агломерация была фактически единственной агломерацией России, кроме столичной, демонстрировавшей бурный рост населения, как за счёт сохранившегося здесь естественного прироста, так и за счёт продолжающегося притока населения из сёл республики. С 1990 по 2002 годы её население, по оценкам, выросло более чем на 100 тыс., с 735 до 837 тыс. человек. Население Махачкалинской агломерации (включающей в себя городские округа Махачкала и моногород Каспийск), по некоторым оценкам (с учётом незарегистрированных приезжих из других городов и сёл), в 2013 году превысило 1 миллион жителей, или около трети населения республики. При этом ещё в середине 2010-х годов нередко высказывалось мнение о том, что агломерация уже могла бы достигать численности населения в 1 млн человек. Население таких городов-спутников как Каспийск и Избербаш за последние 25 лет почти удвоилось. Численность жителей городского округа город Махачкала по состоянию на 2025 год — 763 940.
Махачкалинская агломерация обладает особенностью на фоне остальных агломераций России, поскольку её население растёт благодаря не только миграционному приросту, но и относительно высокому естественному приросту.

## Экономика, инфраструктура и развитие
К важнейшим объектам инфраструктуры относятся Международный аэропорт, Махачкалинский морской торговый порт, Государственный индустриальный парк Тюбе, индустриальный парк «Кристалл-Сити» в Каспийске, а также другие индустриальные площадки. В экономическом отношении агломерация довольно контрастна. Так, в 2005 году Избербаш занял первое место по итогам конкурса самый благоустроенный город России в категории городов с населением до 100 тыс. жителей. С другой стороны, распоряжением Правительства РФ от 29.07.2014 N 1398-р (ред. от 24.11.2015) «Об утверждении перечня моногородов», Каспийск был включён в список моногородов Российской Федерации с наиболее сложным социально-экономическим положением.
На территории Махачкалинско-Каспийской агломерации в стадии реализации находятся 15 крупных инвестиционных проектов. Начат сооружением с китайской помощью рассчитанный на 80 тысяч жителей город-спутник Лазурный берег.